# Михаил Лунин
Михаил Сергеевич Лунин (18 (29) декември 1787, Санкт Петербург - 3 (15) декември 1845, Акатуйский рудник, Читинска област) е благородник от рода Лунини (на руски език) и руски революционер, от движението на декабристите – организаторите и участниците в Декемврийското въстание против монархизма през 1825 г. Споменат е от Пушкин в Х глава на поемата му „Евгений Онегин“.
Членовете на декабризма са в по-голямата си част образовани, напредничави за времето хора, с благороднически произход, чиято цел е да бъде премахнато крепостничеството. Пушкин, който по онова време е на практика заточен в Молдова, заявява на руския император след завръщането си, че ако е имал възможност, е щял да се присъедини към тях. По-късно им посвещава стихотворението „В сибирски шахти, в мрак и студ...“, с което отново си спечелва престой на село за неопределен срок от време.
Михаил Лунин е определян като една от най-обаятелните фигури на въстанието. Човек с голям интелект и изключителна воля, той е решен да докаже на богатите си роднини, че човекът не е роден, за да бъде чисто и просто консуматор. Отказва се от издръжката на семейството си, за да докаже правотата на своето убеждение, че всички хора имат право да бъдат свободни и че притежанието на крепостни селяни противоречи на всички хуманни закони. Умира по време на каторгата в Сибир, малко преди срокът на присъдата му да изтече.